# Medal Kandaharu
Candahar Medal – jeden z medali kampanii brytyjskich ustanowiony w roku 1842. Nadawany za służbę w Kandaharze i okolicach w maju 1842.

## Opis medalu
Srebrny medal o średnicy 1,4 cala
Awers: głowa w koronie królowej Wiktorii i inskrypcją VICTORIA VINDEX, część z tych medali została później wydana z inskrypcją VICTORIA REGINA.
Rewers: wewnątrz wieńca laurowego zwieńczonego koroną legenda CANDAHAR 1842.
Większość medali była grawerowana imiennie na krawędzi, z wyjątkiem medali nadawanych żołnierzom z kontyngentu, którym dowodził Shah Shujah.
Wydano około 2 615 medali.